# Латински съюз
Вижте пояснителната страница за други значения на Латински съюз.
Латински съюз (7 век пр.н.е. - 338 пр.н.е.) е името на конфедерация от около 30 държави и племена в областта Лациум край Древния Рим, организирана за обща защита. Терминът Латински съюз е въведен от съвременните историци, като няма точен латински еквивалент.

## Създаване на съюза
Първоначално Латинският съюз е създаден за защита срещу врагове от съседните области, като начело на конфедерацията е град Алба Лонга. През 7 век пр.н.е. етруските царе
опитват да наложат властта си над град Ариция (дн. Аричия), но политиката, предприета от
съюзниците, предотвратява етруско нашествие.  Частичен фрагмент от надпис, записан от Катон Стари, посочва, че в даден период съюзът е включвал градовете Тускулум, Ариция, Ланувиум, Лавиниум, Кора, Тибур (дн. Тиволи), Помеция и Ардеа.
За пръв път латините се сблъскват с Рим през 7 век пр.н.е., по време на царуването на римския цар Анк Марций. Според Ливий, войната е започната от латините, които очакват, че Марций набожно ще следва мира, наследен от времето на неговия дядо - Нума Помпилий, и извършват набег в римските земи. Когато римляните изпращат представители, които да искат обезщетение за щетите, латините отговарят презрително. Съответно Марций обявява война, което според Ливий е забележително с това, че е първия път, когато римляните обявяват война чрез церемониите на фециалите. Марций потегля от Рим с новосформирана армия и превзема с щурм град Политориум. Жителите на града са заселени като римски граждани на хълма Авентин, следвайки римските традиции от войните с Алба Лонга и сабините. Когато другите латински племена впоследствие заемат празния Политориум, Марций отново превзема града и го разрушава..
По-късно военните действия се насочват към латинския град Медулия, който има силен гарнизон и е добре укрепен. След няколко сблъсъка извън рамките на града, накрая римляните излизат победители. Марций се завръща в Рим с голяма плячка. Още латини са доведени в града като жители и заселени в подножието на Авентин, край храма на Мурция, близо до хълма Палатин.

## Първа латинска война
През 493 пр.н.е. Римската република сключва съюз с конфедерацията. Според римската традиция, този договор (foedus Cassianum) е сключен след победата на римляните в битката при езерото Регил през 496 пр.н.е. (в която загива Октавий Мамилий, който иска да върне на трона тъста си - Тарквиний Горди, последния римски цар). Договорът предвижда Рим и Латинския съюз да не се месят във вътрешните си работи, да си оказват военна помощ, да делят плячката от военните набези (което по-късно ще е една от причините за избухването на Втората латинска война), а също така и съвместните военни кампании да се предвождат от римски военачалници. Това споразумение по-късно спомага за отблъскването на атаките на еквите и волските - номадски племена от Апенините, на които е попречено да нахлуят в Лациум. Не е ясно дали латините са приели Рим като един от градовете в Латинския съюз, или този договор е сключен между съюза и Римската държава.

## Римско върховенство над съюза
Нарастващата мощ на Рим постепенно води до доминацията му над конфедерацията. Възраждането през 358 пр.н.е. на първоначалния съюз тържествено установява римското върховенство, което в края на краищата води до избухването на Втората латинска война (343 пр.н.е.—338 пр.н.е.). След последвалата римска победа, Латинският съюз е разпуснат.
След 338 пр.н.е. и края на съюза, Рим преименува градовете на общини (municipiae) и основава колонии (colonae) в тях. Това означава, че градовете са управлявани от Рим (по-късно Римската република) и хората, живеещи в тях, са считани за римски колонисти.